# Olympische Winterspiele 1994/Teilnehmer (Kanada)
| Gelbes Symbol für Goldmedaillen mit stilisierten Olympischen Ringen | Graues Symbol für Silbermedaillen mit stilisierten Olympischen Ringen | Braundes Symbol für Bronzemedaillen mit stilisierten Olympischen Ringen |
| ------------------------------------------------------------------- | --------------------------------------------------------------------- | ----------------------------------------------------------------------- |
| 3                                                                   | 6                                                                     | 4                                                                       |

Kanada nahm an den Olympischen Winterspielen 1994 im norwegischen Lillehammer mit einer Delegation von 97 Athleten in zehn Disziplinen teil, davon 68 Männer und 29 Frauen.
Fahnenträger bei der Eröffnungsfeier war der Eiskunstläufer Kurt Browning.

## Medaillen
Das kanadische Team belegte im Medaillenspiegel den siebten Platz. Die erfolgreichste Teilnehmerin war Myriam Bédard mit zwei Goldmedaillen.

### Medaillenspiegel
| Rang   | Sportart         | Gold | Silber | Bronze | Gesamt |
| ------ | ---------------- | ---- | ------ | ------ | ------ |
| 1      | Biathlon         | 2    | –      | –      | 2      |
| 2      | Freestyle-Skiing | 1    | 1      | 1      | 3      |
| 3      | Shorttrack       | –    | 2      | 1      | 3      |
| 4      | Eiskunstlauf     | –    | 1      | 1      | 2      |
| 5      | Eishockey        | –    | 1      | –      | 1      |
| 5      | Eisschnelllauf   | –    | 1      | –      | 1      |
| 7      | Ski Alpin        | –    | –      | 1      | 1      |
| Gesamt | Gesamt           | 3    | 6      | 4      | 13     |

### Medaillengewinner
| Name/n                                                             | Sportart         | Wettkampf             |
| ------------------------------------------------------------------ | ---------------- | --------------------- |
| Gold                                                               |                  |                       |
| Myriam Bédard                                                      | Biathlon         | 7,5 km Sprint         |
| Myriam Bédard                                                      | Biathlon         | 15 km Einzel          |
| Jean-Luc Brassard                                                  | Freestyle-Skiing | Buckelpiste Männer    |
| Silber                                                             |                  |                       |
| Eishockeynationalmannschaft                                        | Eishockey        | Männer-Turnier        |
| Elvis Stojko                                                       | Eiskunstlauf     | Einzel Männer         |
| Susan Auch                                                         | Eisschnelllauf   | 500 m Frauen          |
| Philippe Laroche                                                   | Freestyle-Skiing | Aerials Männer        |
| Nathalie Lambert                                                   | Shorttrack       | 1000 m Frauen         |
| Christine Boudrias Isabelle Charest Sylvie Daigle Nathalie Lambert | Shorttrack       | 3000 m Staffel Frauen |
| Bronze                                                             |                  |                       |
| Isabelle Brasseur Lloyd Eisler                                     | Eiskunstlauf     | Paarlauf              |
| Lloyd Langlois                                                     | Freestyle-Skiing | Aerials Männer        |
| Marc Gagnon                                                        | Shorttrack       | 1000 m Männer         |
| Ed Podivinsky                                                      | Ski Alpin        | Abfahrt Männer        |

## Teilnehmer nach Sportarten

### Biathlon
| Athleten                                             | Wettbewerbe        | Zeit        | Fehler      | Rang |
| ---------------------------------------------------- | ------------------ | ----------- | ----------- | ---- |
| Frauen                                               |                    |             |             |      |
| Myriam Bédard                                        | 7,5 km Sprint      | 26:08,8 min | 2 (0+2)     | Gold |
| Myriam Bédard                                        | 15 km Einzel       | 52:06,6 min | 2 (0+1+0+1) | Gold |
| Kristin Berg                                         | 15 km Einzel       | 59:36,5 min | 6 (3+1+1+1) | 51   |
| Gillian Hamilton                                     | 7,5 km Sprint      | 28:43,0 min | 2 (0+2)     | 45   |
| Lise Meloche                                         | 7,5 km Sprint      | 28:25,0 min | 1 (1+0)     | 37   |
| Lise Meloche                                         | 15 km Einzel       | 55:27,4 min | 2 (0+0+0+2) | 18   |
| Jane Isakson Myriam Bédard Kristin Berg Lise Meloche | 4 × 7,5 km Staffel | 2:02:22,7 h | 6 (3+3)     | 15   |
| Männer                                               |                    |             |             |      |
| Steve Cyr                                            | 10 km Sprint       | 30:41,2 min | 3 (1+2)     | 26   |
| Steve Cyr                                            | 20 km Einzel       | 1:02:20,7 h | 6 (1+1+2+2) | 43   |
| Glenn Rupertus                                       | 10 km Sprint       | 32:47,7 min | 5 (4+1)     | 62   |
| Glenn Rupertus                                       | 20 km Einzel       | 1:03:05,9 h | 5 (0+2+1+2) | 49   |

### Bob
| Athleten                                                   | Wettbewerb | Lauf 1  | Lauf 1 | Lauf 2  | Lauf 2 | Lauf 3  | Lauf 3 | Lauf 4  | Lauf 4 | Gesamt      | Gesamt |
| Athleten                                                   | Wettbewerb | Zeit    | Rang   | Zeit    | Rang   | Zeit    | Rang   | Zeit    | Rang   | Zeit        | Rang   |
| ---------------------------------------------------------- | ---------- | ------- | ------ | ------- | ------ | ------- | ------ | ------- | ------ | ----------- | ------ |
| Männer                                                     |            |         |        |         |        |         |        |         |        |             |        |
| Chris Lori Glenroy Gilbert                                 | Zweierbob  | 52,99 s | 12     | 53,72 s | 22     | 53,22 s | 14     | 53,56 s | 15     | 3:33,49 min | 15     |
| Pierre Lueders Dave MacEachern                             | Zweierbob  | 52,63 s | 4      | 53,25 s | 8      | 53,11 s | 11     | 53,19 s | 4      | 3:32,18 min | 7      |
| Chris Lori Chris Farstad Sheridon Baptiste Glenroy Gilbert | Viererbob  | 52,11 s | 10     | 52,32 s | 11     | 52,57 s | 14     | 52,56 s | 12     | 3:29,56 min | 11     |
| Pierre Lueders Dave MacEachern Jack Pyc Pascal Caron       | Viererbob  | 52,22 s | 11     | 52,51 s | 17     | 52,31 s | 7      | 52,53 s | 11     | 3:29,57 min | 12     |

### Eishockey
| Wettbewerb    | Männer |
| ------------- | --- |
| Spieler       | - Corey Hirsch - Manny Legace - Allain Roy - Brad Werenka - Derek Mayer - Mark Astley - Adrian Aucoin - Chris Therien - Brad Schlegel - David Harlock - Ken Lovsin - Paul Kariya - Petr Nedvěd - Todd Hlushko - Chris Kontos - Dwayne Norris - Brian Savage - Greg Parks - Greg Johnson - Todd Warriner - Fabian Joseph - Wally Schreiber - Jean-Yves Roy |
| Trainer       | Tom Renney |
| Vorrunde      | Italien 7:2 (2:1, 4:0, 1:1) Frankreich 3:1 (1:0, 2:0, 0:1) Vereinigte Staaten 3:3 (1:0, 1:2, 1:1) Slowakei 1:3 (1:1, 0:1, 0:1) Schweden 3:2 (1:1, 2:1, 0:0) |
| Viertelfinale | Tschechien 3:2 n. V. (0:1, 1:1, 1:0, 1:0) |
| Halbfinale    | Finnland 5:3 (0:0, 2:2, 3:1) |
| Finale        | Schweden 2:2 n V., 2:3 n. P. (0:1, 0:0, 2:1, 0:0) |
| Platzierung   | Silber |

### Eiskunstlauf
| Athleten                       | Wettbewerbe | Pflichttanz 1 | Pflichttanz 1 | Pflichttanz 2 | Pflichttanz 2 | Originaltanz | Originaltanz | Kurzprogramm | Kurzprogramm | Kür/Kürtanz   | Kür/Kürtanz   | Gesamt        | Gesamt        |
| Athleten                       | Wettbewerbe | Bewertung     | Rang          | Bewertung     | Rang          | Bewertung    | Rang         | Bewertung    | Rang         | Bewertung     | Rang          | Bewertung     | Rang          |
| ------------------------------ | ----------- | ------------- | ------------- | ------------- | ------------- | ------------ | ------------ | ------------ | ------------ | ------------- | ------------- | ------------- | ------------- |
| Frauen                         |             |               |               |               |               |              |              |              |              |               |               |               |               |
| Josée Chouinard                | Einzel      | –             | –             | –             | –             | –            | –            | 4,0          | 8            | 9,0           | 9             | 13,0          | 9             |
| Susan Anne Humphreys           | Einzel      | –             | –             | –             | –             | –            | –            | 13,0         | 26           | ausgeschieden | ausgeschieden | ausgeschieden | ausgeschieden |
| Männer                         |             |               |               |               |               |              |              |              |              |               |               |               |               |
| Sébastien Britten              | Einzel      | –             | –             | –             | –             | –            | –            | 5,0          | 10           | 10,0          | 10            | 15,0          | 10            |
| Kurt Browning                  | Einzel      | –             | –             | –             | –             | –            | –            | 6,0          | 12           | 3,0           | 3             | 9,0           | 5             |
| Elvis Stojko                   | Einzel      | –             | –             | –             | –             | –            | –            | 1,0          | 2            | 2,0           | 2             | 3,0           | Silber        |
| Mixed                          |             |               |               |               |               |              |              |              |              |               |               |               |               |
| Shae-Lynn Bourne Victor Kraatz | Eistanz     | 2,0           | 10            | 2,0           | 10            | 6,0          | 10           | –            | –            | 10,0          | 10            | 20,0          | 10            |
| Isabelle Brasseur Lloyd Eisler | Paarlauf    | –             | –             | –             | –             | –            | –            | 1,5          | 3            | 3,0           | 3             | 4,5           | Bronze        |
| Jamie Salé Jason Turner        | Paarlauf    | –             | –             | –             | –             | –            | –            | 7,0          | 14           | 12,0          | 12            | 19,0          | 12            |
| Kristy-Lee Sargeant Kris Wirtz | Paarlauf    | –             | –             | –             | –             | –            | –            | 5,5          | 11           | 10,0          | 10            | 15,5          | 10            |

### Eisschnelllauf
| Athleten         | Wettbewerbe | Zeit        | Rang   |
| ---------------- | ----------- | ----------- | ------ |
| Frauen           |             |             |        |
| Susan Auch       | 500 m       | 39,61 s     | Silber |
| Susan Auch       | 1000 m      | 1:20,72 min | 8      |
| Linda Johnson    | 500 m       | 41,42 s     | 26     |
| Catriona LeMay   | 500 m       | 59,75 s     | 33     |
| Catriona LeMay   | 1000 m      | 1:21,98 min | 19     |
| Catriona LeMay   | 1500 m      | 2:07,19 min | 17     |
| Ingrid Liepa     | 1000 m      | 1:23,19 min | 28     |
| Ingrid Liepa     | 1500 m      | 2:09,97 min | 28     |
| Ingrid Liepa     | 3000 m      | 4:28,28 min | 14     |
| Ingrid Liepa     | 5000 m      | 7:49,39 min | 16     |
| Michelle Morton  | 500 m       | 40,71 s     | 16     |
| Michelle Morton  | 1000 m      | 1:24,41 min | 33     |
| Michelle Morton  | 1500 m      | 2:08,53 min | 24     |
| Männer           |             |             |        |
| Pat Bouchard     | 1500 m      | 1:59,83 min | 38     |
| Sylvain Bouchard | 500 m       | 37,01 s     | 11     |
| Sylvain Bouchard | 1000 m      | 1:13,56 min | 5      |
| Mike Hall        | 5000 m      | 6:59,58 min | 22     |
| Mike Ireland     | 500 m       | 37,67 s     | 26     |
| Sean Ireland     | 500 m       | 37,30 s     | 17     |
| Sean Ireland     | 1000 m      | 1:14,31 min | 16     |
| Pat Kelly        | 500 m       | 37,07 s     | 12     |
| Pat Kelly        | 1000 m      | 1:13,67 min | 6      |
| Pat Kelly        | 1500 m      | 1:55,81 min | 24     |
| Neal Marshall    | 1500 m      | 1:53,56 min | 7      |
| Neal Marshall    | 5000 m      | 6:58,44 min | 17     |
| Kevin Scott      | 1000 m      | 1:13,82 min | 10     |
| Kevin Scott      | 1500 m      | 1:56,68 min | 28     |

### Freestyle-Skiing
| Athleten          | Wettbewerbe | Qualifikation | Qualifikation | Finale        | Finale        | Rang   |
| Athleten          | Wettbewerbe | Punkte        | Rang          | Punkte        | Rang          | Rang   |
| ----------------- | ----------- | ------------- | ------------- | ------------- | ------------- | ------ |
| Frauen            |             |               |               |               |               |        |
| Geneviève Fortin  | Buckelpiste | 21,72         | 19            | ausgeschieden | ausgeschieden | 19     |
| Katherina Kubenk  | Aerials     | 115,01        | 19            | ausgeschieden | ausgeschieden | 19     |
| Katherina Kubenk  | Buckelpiste | 22,24         | 15            | 21,08         | 16            | 16     |
| Caroline Olivier  | Aerials     | 153,03        | 4             | 138,96        | 8             | 8      |
| Julie Steggall    | Buckelpiste | 18,43         | 23            | ausgeschieden | ausgeschieden | 23     |
| Bronwen Thomas    | Buckelpiste | 23,40         | 9             | 23,57         | 9             | 8      |
| Männer            |             |               |               |               |               |        |
| Jean-Luc Brassard | Buckelpiste | 26,78         | 1             | 27,24         | 1             | Gold   |
| Andy Capicik      | Aerials     | 207,29        | 6             | 219,07        | 4             | 4      |
| Nicolas Fontaine  | Aerials     | 206,64        | 7             | 210,81        | 6             | 6      |
| Lloyd Langlois    | Aerials     | 221,61        | 3             | 222,44        | 3             | Bronze |
| Philippe Laroche  | Aerials     | 222,65        | 2             | 228,63        | 2             | Silber |
| John Smart        | Buckelpiste | 25,47         | 6             | 24,96         | 7             | 7      |

### Rennrodeln
| Athlet               | Wettbewerb   | Lauf 1   | Lauf 1 | Lauf 2   | Lauf 2 | Lauf 3   | Lauf 3 | Lauf 4   | Lauf 4 | Gesamt       | Gesamt |
| Athlet               | Wettbewerb   | Zeit     | Rang   | Zeit     | Rang   | Zeit     | Rang   | Zeit     | Rang   | Zeit         | Rang   |
| -------------------- | ------------ | -------- | ------ | -------- | ------ | -------- | ------ | -------- | ------ | ------------ | ------ |
| Männer               |              |          |        |          |        |          |        |          |        |              |        |
| Clay Ives            | Einsitzer    | 51,518 s | 20     | 51,822 s | 22     | 51,699 s | 21     | 51,647 s | 20     | 3:26,686 min | 20     |
| Bob Gasper Clay Ives | Doppelsitzer | 48,899 s | 10     | 48,792 s | 7      | –        | –      | –        | –      | 1:37,691 min | 8      |

### Shorttrack
| Athleten                                                           | Wettbewerbe    | Vorlauf     | Vorlauf | Viertelfinale | Viertelfinale | Halbfinale    | Halbfinale    | Finale        | Finale        | Rang   |
| Athleten                                                           | Wettbewerbe    | Zeit        | Rang    | Zeit          | Rang          | Zeit          | Rang          | Zeit          | Rang          | Rang   |
| ------------------------------------------------------------------ | -------------- | ----------- | ------- | ------------- | ------------- | ------------- | ------------- | ------------- | ------------- | ------ |
| Frauen                                                             |                |             |         |               |               |               |               |               |               |        |
| Isabelle Charest                                                   | 500 m          | 46,92 s     | 1       | 47,25 s       | 1             | DSQ           | DSQ           | DSQ           | DSQ           | 7      |
| Isabelle Charest                                                   | 1000 m         | 1:39,55 min | 1       | 1:40,29 min   | 1             | 1:37,89 min   | 3             | 1:37,49 min   | 1             | 6      |
| Sylvie Daigle                                                      | 500 m          | 46,98 s     | 1       | 55,59 s       | 3             | ausgeschieden | ausgeschieden | ausgeschieden | ausgeschieden | 10     |
| Sylvie Daigle                                                      | 1000 m         | 1:41,88 min | 1       | 1:38,82 min   | 1             | DSQ           | DSQ           | DSQ           | DSQ           | 7      |
| Nathalie Lambert                                                   | 500 m          | 47,38 s     | 2       | 1:05,45 min   | 4             | ausgeschieden | ausgeschieden | ausgeschieden | ausgeschieden | 14     |
| Nathalie Lambert                                                   | 1000 m         | 1:40,45 min | 1       | 1:38,75 min   | 1             | 1:38,82 min   | 1             | 1:36,97 min   | 2             | Silber |
| Christine Boudrias Isabelle Charest Sylvie Daigle Nathalie Lambert | 3000 m Staffel | –           | –       | –             | –             | 4:26,94 min   | 1             | 4:32,04 min   | 2             | Silber |
| Männer                                                             |                |             |         |               |               |               |               |               |               |        |
| Frédéric Blackburn                                                 | 500 m          | 44,38 s     | 2       | 45,20 s       | 1             | 44,40 s       | 3             | 44,97 s       | 1             | 5      |
| Frédéric Blackburn                                                 | 1000 m         | 1:32,11 min | 1       | 1:30,83 min   | 1             | 1:41,71 min   | 3             | DSQ           | DSQ           | 8      |
| Derrick Campbell                                                   | 500 m          | 44,72 s     | 1       | 1:20,72 min   | 4             | ausgeschieden | ausgeschieden | ausgeschieden | ausgeschieden | 11     |
| Derrick Campbell                                                   | 1000 m         | 1:33,00 min | 1       | 1:32,82 min   | 2             | 1:36,12 min   | 2             | DNF           | DNF           | 6      |
| Marc Gagnon                                                        | 500 m          | 44,69 s     | 1       | 43,84 s       | 1             | 44,08 s       | 1             | 52,74 s       | 4             | 4      |
| Marc Gagnon                                                        | 1000 m         | 1:32,52 min | 1       | 1:31,93 min   | 1             | 2:16,27 min   | 4             | 1:33,03 min   | 1             | Bronze |
| Frédéric Blackburn Derrick Campbell Marc Gagnon Stephen Gough      | 5000 m Staffel | –           | –       | –             | –             | 7:13,76 min   | 1             | 7:20,40 min   | 4             | 4      |

### Ski Alpin
| Athleten           | Wettbewerbe        | 1. Lauf     | 1. Lauf | 2. Lauf     | 2. Lauf | Gesamt      | Gesamt |
| Athleten           | Wettbewerbe        | Zeit        | Rang    | Zeit        | Rang    | Zeit        | Rang   |
| ------------------ | ------------------ | ----------- | ------- | ----------- | ------- | ----------- | ------ |
| Frauen             |                    |             |         |             |         |             |        |
| Kerrin Lee-Gartner | Abfahrt            | –           | –       | –           | –       | 1:38,22 min | 19     |
| Kerrin Lee-Gartner | Super-G            | –           | –       | –           | –       | 1:22,98 min | 8      |
| Kate Pace          | Abfahrt            | –           | –       | –           | –       | 1:37,17 min | 5      |
| Kate Pace          | Super-G            | –           | –       | –           | –       | 1:23,22 min | 12     |
| Michelle Ruthven   | Abfahrt            | –           | –       | –           | –       | 1:38,88 min | 30     |
| Michelle Ruthven   | Alpine Kombination | 1:29,92 min | 20      | DNF         | DNF     | DNF         | DNF    |
| Michelle Ruthven   | Super-G            | –           | –       | –           | –       | 1:24,13 min | 25     |
| Mélanie Turgeon    | Riesenslalom       | 1:25,10 min | 30      | DNF         | DNF     | DNF         | DNF    |
| Mélanie Turgeon    | Slalom             | DNF         | DNF     | DNF         | DNF     | DNF         | DNF    |
| Männer             |                    |             |         |             |         |             |        |
| Rob Crossan        | Riesenslalom       | 1:30,85 min | 23      | 1:25,25 min | 20      | 2:56,10 min | 20     |
| Rob Crossan        | Slalom             | 1:03,45 min | 17      | DNF         | DNF     | DNF         | DNF    |
| Thomas Grandi      | Riesenslalom       | 1:29,97 min | 17      | 1:24,79 min | 17      | 2:54,76 min | 16     |
| Thomas Grandi      | Slalom             | 1:03,48 min | 18      | 1:02,06 min | 12      | 2:05,54 min | 14     |
| Cary Mullen        | Abfahrt            | DNF         | DNF     | DNF         | DNF     | DNF         | DNF    |
| Cary Mullen        | Alpine Kombination | 1:37,33 min | 4       | DNF         | DNF     | DNF         | DNF    |
| Cary Mullen        | Super-G            | –           | –       | –           | –       | 1:34,84 min | 24     |
| Ed Podivinsky      | Abfahrt            | –           | –       | –           | –       | 1:45,87 min | Bronze |
| Ed Podivinsky      | Alpine Kombination | 1:37,45 min | 5       | DNF         | DNF     | DNF         | DNF    |
| Ed Podivinsky      | Super-G            | DNF         | DNF     | DNF         | DNF     | DNF         | DNF    |
| Luke Sauder        | Abfahrt            | –           | –       | –           | –       | 1:47,45 min | 27     |
| Ralf Socher        | Abfahrt            | –           | –       | –           | –       | 1:47,93 min | 31     |
| Ralf Socher        | Super-G            | DNF         | DNF     | DNF         | DNF     | DNF         | DNF    |
| Brian Stemmle      | Super-G            | –           | –       | –           | –       | 1:34,99 min | 26     |

### Skilanglauf
| Athleten      | Wettbewerbe               | Zeit        | Rang |
| ------------- | ------------------------- | ----------- | ---- |
| Männer        |                           |             |      |
| Dany Bouchard | 10 km klassisch           | 27:09,5 min | 49   |
| Dany Bouchard | 15 km Freistil Verfolgung | 43:13,2 min | 52   |
| Dany Bouchard | 30 km Freistil            | 1:23:06,9 h | 50   |
| Dany Bouchard | 50 km klassisch           | 2:23:09,0 h | 51   |